# Свевлад
Свевлад је легендарни српски владар из VII века.
Према Летопису попа Дукљанина и неким другим мање познатим изворима, Свевлад се помиње као први познати владар (и свети кнез) међу балканским Србима. Код Дукљанина, он се помиње као Сенулат, али његово име се у каснијим преводима транскрибује као Свевлад, на пример, код Мавра Орбина и Марка Марулића. По Летопису и његовим преписима, Свевлад/Сенулат је син и наследник његовог оца Оштроила и унук Сенубалда/Свевлада I.
Према овом документу, Летопису попа Дукљанина, Сенубалд је био готски краљ, чија је држава највероватније била лоцирана на територији данашње Румуније, тако да се може довести у везу са Гепидским краљевством. Он је послао своја два сина, Оштроила и Тотилу са војском да оснују државе на Апенинском и Балканском полуострву. Након успостављања државе, Оштроило је послао сина са војском у Загорје (Transmontana), али док је Свевлад био у боју, Византинци су напали Оштроилову државу и он је погинуо у боју код Скадра. Тада га је наследио Свевлад, који је, бесан на Грке који су му убили оца, протеривао хришћане.
Непознато је да ли је он Непознати кнез или Селимир. Његово присуство на власти није тачно утврђено. Наследио га је његов син Селимир. О овом легендарном владару немамо довољно података из других савремених извора, због чега се и сматра легендом.
По попу Дукљанину, Свевлад је живео у "време када је у граду Константинопољу владао цар Анастасије који је себе и многе друге упрљао Еутихијевом јереси и када је у Риму столовао папа Геласије. По истом извору он је доста прогонио хришћане и према њима чинио разне подлости.

### Границе државе
Непосредно након крајњег стационирања на Балкану, Срби су основали склавиније, тј. кнежевине. На почетку, било је 6 склавинија, које су само формално признавале власт византијског цара – Србија, Дукља, Травунија, Конавли, Захумље и Паганија. За границе Србије, у којој је највероватније владао Свевлад, каже се да је била лоцирана у пределу између токова Пиве, Таре, Лима, Ибра, Западне Мораве и Дрине, а њен геополитички центар био је између Пиве, Таре и Лима.